# Salatyńska Kopa
Salatyńska Kopa – niewybitny szczyt w grani głównej słowackich Tatrach Zachodnich. Znajduje się pomiędzy Zadnią Salatyńską Przełęczą, zwaną też Przełęczą pod Dzwonem (1907 m), a Małym Salatynem (2046 m), w poszarpanej, skalistej grani zwanej Skrzyniarki. Wznosi się niewiele ponad tę grań i na niektórych mapach nie jest wyróżniany jako oddzielny szczyt. Północne stoki Salatyńskiej Kopy opadają stromą, skalistą ścianą do Doliny Zadniej Salatyńskiej, mniej strome stoki południowe do Doliny Głębokiej (górnego piętra Doliny Jałowieckiej).

## Szlaki turystyczne
– czerwony, prowadzący główną granią.
- Czas przejścia od Banikowskiej Przełęczy na Salatyńską Kopę: 1:20 h
- Czas przejścia z Salatyńskiej Kopy na Brestową: 1 h